# Hradní rybník (Sloup v Čechách)
 Hradní rybník je rybník o rozloze vodní plochy 0,54 ha nalézající se pod skalním hradem Sloup v Čechách v obci Sloup v Čechách v okrese Česká Lípa. Rybník patřil k obrannému systému skalního hradu.
Rybník je nyní využíván pro chov ryb.

## Galerie

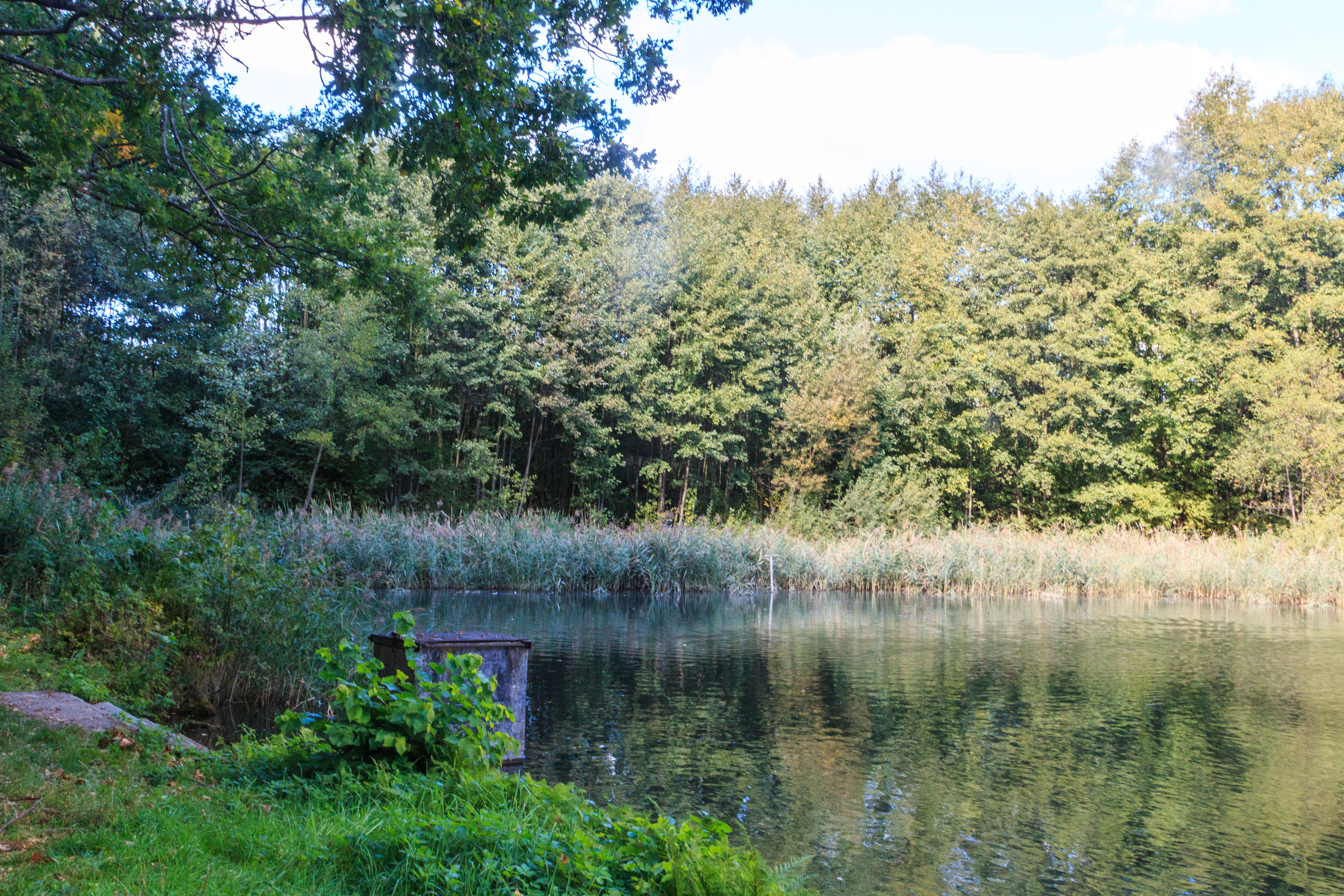
pohled na Hradní rybník ve Sloupu v Čechách
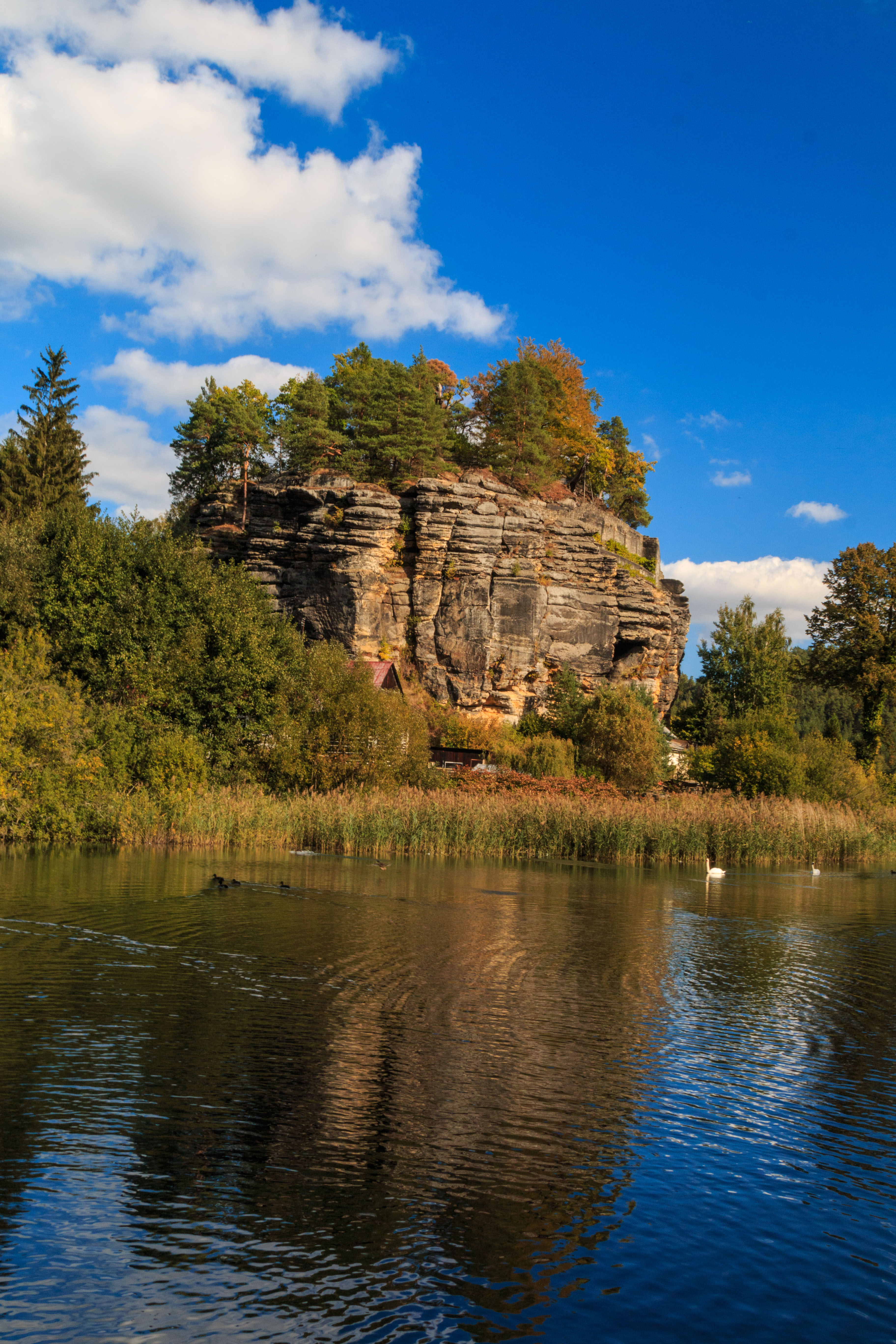
pohled na Hradní rybník ve Sloupu v Čechách
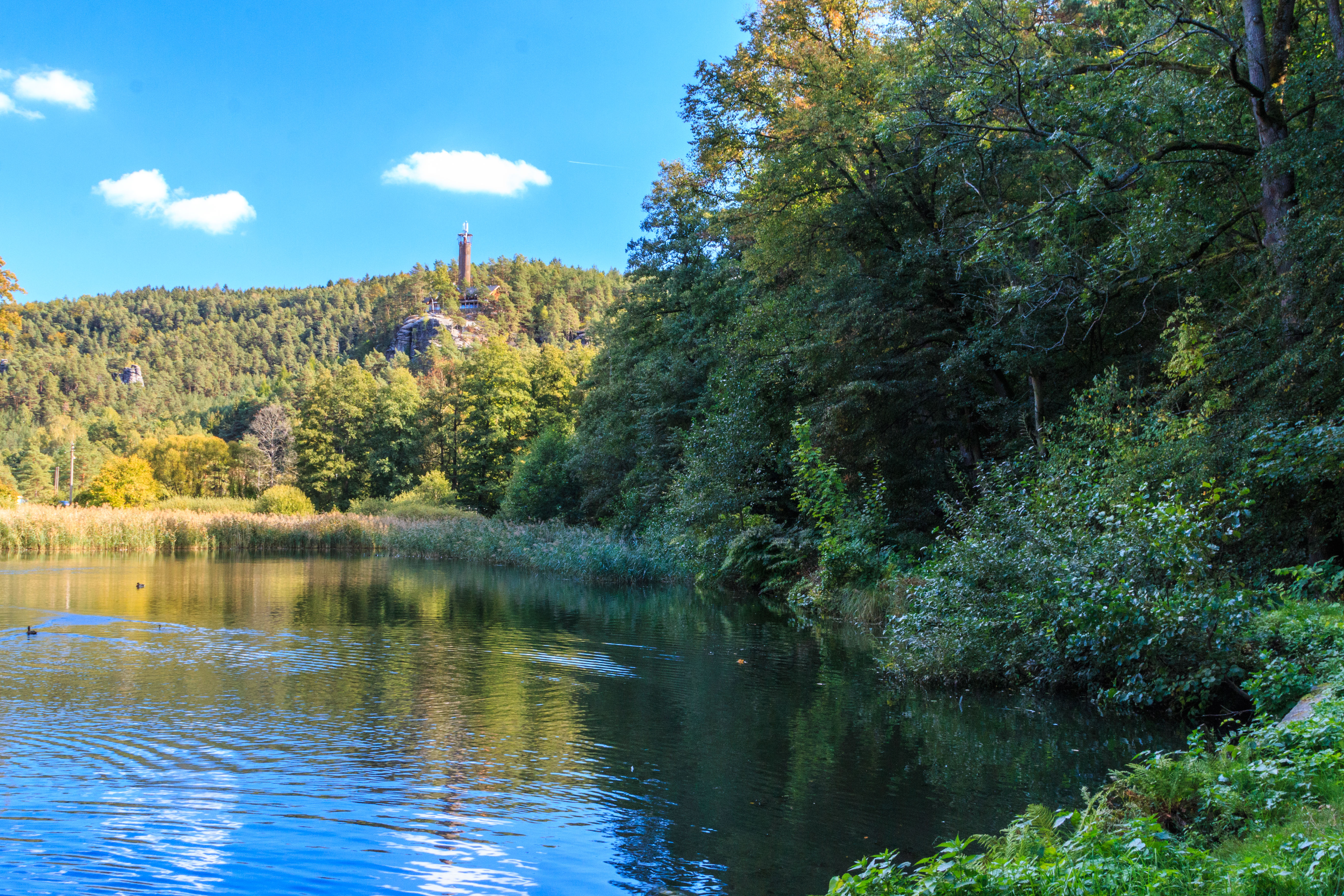
pohled na Hradní rybník ve Sloupu v Čechách